# نفیسه علی
نفیسه علی (انگلیسی: Nafisa Ali؛ زادهٔ ۱۸ ژانویهٔ ۱۹۵۷) یک هنرپیشه، مانکن (فرد)، و سیاست‌مدار اهل هند است. وی از سال ۱۹۷۹ میلادی تاکنون مشغول فعالیت بوده‌است.
او در فیلم های بی‌وفا، جناب سرگرد، دیوانه روانی عاشق، جنون، استاد، همسر و گنگستر ۳، زندگی در مترو، زندگی یک سفر است، ترور، ارتفاع و لاهور بازی کرده است.